# Mali Grđevac
Mali Grđevac is een plaats in de gemeente Veliki Grđevac in de Kroatische provincie Bjelovar-Bilogora. De plaats telt 13 inwoners (2001).